# Music & Media
Music & Media est un magazine hebdomadaire pan-européen consacré à l'industrie musicale et du divertissement fondé en 1984 et disparu en 2003. Il publiait plusieurs classements qui reflétaient chaque semaine le succès des chansons et albums les plus populaires de pays européens. Music & Media était la publication sœur du magazine américain Billboard,.

## Historique
Il a été publié pour la première fois en 1984 sous le nom d'Eurotipsheet, puis en 1986 sous le nom de Music & Media. Le siège social était situé à l'origine aux Pays-Bas à Amstelveen et ensuite à Amsterdam, avant d'être transféré à Londres en 1997. Le magazine était axé spécifiquement sur la radio, la télévision, la musique, les hit-parades et les domaines connexes du divertissement, tels que les festivals et les événements musicaux. Music & Media a cessé de paraître en août 2003.

## Classements
Classements principaux
- European Top 100 Albums (en) – ventes
- European Hot 100 Singles – ventes (appelé Eurochart Hot 100 à partir de mai 1988)
- European Airplay Top 50 – diffusion à la radio (anciennement European Hit Radio Top 40)
- European Border Breakers – diffusion à la radio de chansons européennes qui se sont classées hors du pays d'origine d'enregistrement

## Récompenses
La publication a décerné les Pan European Awards, ou prix Pan-Européens, plus tard appelés Music & Media Year End Awards. Les lauréats étaient sélectionnés par le European Music Report, qui récompensait les artistes ayant réalisé les « meilleures ventes » en Europe tout au long de l'année, sur la base des ventes et des performances des artistes dans le European Hot 100 et le Top 100 européen des albums, ainsi que dans le European Airplay Top 50 à partir de 1990. Parmi les lauréats de la première décennie figurent Michael Jackson, Bruce Springsteen et Madonna,,,, cette dernière ayant reçu le prix spécial Artiste Eurochart de la décennie en 1994, pour son succès continu dans tous les formats de classement. Selon un rapport de 1985, la remise des trophées aux artistes a été filmée dans certaines émissions télévisées européennes.
Music & Media a également présenté les DJ Awards, dont les lauréats ont été choisis par des disc jockeys, des producteurs et des directeurs de programmes de stations de radio privées et publiques de toute l'Europe.